# Syntaktické struktury
Syntaktické struktury (anglicky Syntactic Structures) je vlivná práce v oboru lingvistiky, kterou publikoval v roce 1957 americký lingvista Noam Chomsky. Chomsky rozpracovává model transformační generativní gramatiky svého učitele Zelliga Harrise. Přestože jde o krátkou monografii o sto stránkách, je považována za jednu z nejvýznamnějších studií 20. století. Obsahuje proslulou větu „Bezbarvé zelené nápady zuřivě spí“ (anglicky „Colorless green ideas sleep furiously“),, kterou Chomsky uvádí jako příklad gramaticky správné věty, která nemá rozumný význam, čímž ilustruje nezávislost syntaxe (popisující větnou strukturu) a sémantiky (popisující význam).
Chomského první kniha vychází z poznámek k přednáškám, které připravoval pro své studenty na Massachusettském technologickém institutu, a prezentuje první výsledky dosažené v generativní gramatice. Přístup k syntaxi je plně formální, založený na symbolech a pravidlech. Chomsky vychází z použití frázových pravidel, která věty rozkládají na menší složky. Tato pravidla jsou kombinována s novým druhem pravidel, která Chomsky nazývá „transformační“, čímž vznikají odvozené větné struktury například vztažných nebo tázacích vět. Chomsky využívá pojmy zavedené do lingvistiky dánským lingvistou Louisem Hjelmslevem a tvrdí, že pomocí konečné množiny pravidel lze „generovat“ právě všechny gramatické věty daného jazyka, kterých je nekonečně mnoho. Později byl tento způsob popisu jazyka interpretován tak, že favorizuje představu, že mysli člověka je jazyk vrozený, že nejde o naučené chování, ačkoli takové úvahy nejsou v knize explicitně uvedeny. Hjelmslev a jiní evropští lingvisté však považovali generativní počet za naprosto nepsychologický.
Kniha Syntaktické struktury, kterou Chomsky napsal, když byl ještě neznámým vědcem, měla velký vliv na studium znalostí, mysli a mentálních procesů, a položila základ vlivným pracím při vytváření oboru kognitivní vědy. Také výrazně ovlivnila výzkum počítačů a mozku. Význam Syntaktických struktur tkví v Chomského přesvědčení o biologické perspektivě jazyka v době, kdy to bylo neobvyklé, a v kontextu formální lingvistiky, kde to bylo neočekávané. Díky této knize je Chomsky považován za jednoho ze zakladatelů oboru dnes známého jako sociobiologie. Další důvod pro věhlas Syntaktických struktur bylo, že poté co Hjelmslev v roce 1965 zemřel, generativní gramatici neměli jasno o původu teorie. Někteří odborníci kritizovali Chomského teorii, protože se domnívali, že jazyk není vhodné popisovat jako ideální systém. Také tvrdili, že podceňuje sběr a testování dat. Nicméně změnu kurzu americké lingvistiky druhé poloviny 20. století lze přičítat právě této knize.

## Pozadí

### Místo v lingvistické teorii
V době své publikace Syntaktické struktury popisovaly nejnovější poznatky formálního modelu analýzy jazyka nazývaného transformační generativní gramatika, který vytvořil Zellig Harris. Díky Chomského příspěvkům můžeme také mluvit o Chomského verzi nebo Chomského teorii. Ústřední koncepty modelu ale vycházejí z knihy Louise Hjelmsleva Prolegomena to a Theory of Language, která vyšla roku 1943 v dánštině a v roce 1953 v anglickém překladu Francise J. Whitfielda. V knize je popsán algebraický nástroj pro lingvistickou analýzu, který sestává z terminálů a soupisů různých typů lingvistických jednotek, které hrají podobnou roli jako terminální a neterminální symboly ve formálních gramatikách. Systém funguje především jako deskriptivní zařízení, což Hjelmslev vysvětluje takto:
| „ | „Od teorie jazyka například vyžadujeme, aby umožňovala popsat správným a vyčerpávajícím způsobem nejen nějaký zadaný francouzský text nebo všechny existující francouzské texty, ale všechny možné a myslitelné francouzské texty.“ | “ |

Pokud tuto práci provedeme na uspokojivé úrovni, umožní nám také předpovídat všechny gramatické věty daného jazyka:
| „ | „Díky takto získaným lingvistickým znalostem budeme schopni pro stejný jazyk konstruovat všechny myslitelné nebo teoreticky možné texty.“ | “ |

Hjelmslev také zdůrazňuje, že algoritmický popis jazyka umožňuje generovat nekonečné množství vět z konečného počtu primitivních prvků:
| „ | „Pokud porovnáme seznamy získané v různých stádiích odvozování, ukazuje se, že se jejich velikost obvykle s dalším postupem zmenšuje. Pokud je text neomezený, tj. můžeme jej prodlužovat neustálým přidáváním dalších částí … bude možné zaznamenat neomezený počet vět.“ | “ |

To jsou logické důsledky matematického systémů, které navrhl David Hilbert a Rudolf Carnap, a které do lingvistiky zavedl právě Hjelmslev, jehož myšlenky následně využil Chomsky:
| „ | „Základním cílem lingvistické analýzy jazyka L je rozlišit gramatické posloupnosti, které jsou větami jazyka L od negramatických posloupností, které větami jazyka L nejsou. Gramatika jazyka L tedy bude právě tím prostředkem, který generuje všechny gramatické posloupnosti slov jazyka L a negeneruje žádné negramatické.“ | “ |

Podobně Chomsky tvrdí, že rekurzivní zařízení jako například uzavřené smyčky umožní, aby gramatika generovala nekonečný počet vět.
Existují ale významné rozdíly od Hjelmslevovy koncepce. Hjelmslev byl strukturalista a použil matematické modely na koncept jazyka Ferdinanda de Saussura jako interaktivního systému významu a formy. Ačkoli se škole lingvistů Leonarda Bloomfielda ze začátku a v polovině 20. století přezdívalo 'američtí strukturalisté', v zásadě odmítali základní zásady strukturalismu, že lingvistická forma je vysvětlována významem a že lingvistika patří do oboru sociologie.
Místo toho myšlenku jazyka podporovanou Leonardem Bloomfieldem a jeho následníky odvozovali z mentalistické psychologie Wilhelma Wundta, která byla v Bloomfieldově knize Language z roku 1933 nahrazena behavioristickou psychologií. To vedlo k oddělení syntaxe od sémantiky jako nepozorovatelného spojení v řetězu stimul–reakce. Chomsky stejně jako jako Harris a další američtí lingvisté se shodovali, že neexistuje žádné kauzální spojení mezi sémantikou a syntaxí.
I přes posun paradigmatu američtí lingvisté zachovávali Wundtovu syntaktickou analýzu, což mělo za následek chápání gramatického předmětu jako součásti slovesné fráze. Věřili, že analýza jazyka musí vycházet z toho, co rodilý mluvčí cítí jako správné. Převedení této myšlenky do vědeckého tvrzení zůstávalo palčivým problémem americké lingvistiky celá desetiletí. Harris a Rulon Wells odůvodňovali analyzování předmětu jako součásti slovesné fráze za 'hospodárné'; ale tento termín opět pouze naznačoval vnímanou 'snadnost' postupů.
V Syntaktických strukturách Chomsky mění význam Hjelmslevova principu arbitrárnosti, který říká, že generativní mechanismus je pouze nástroj pro lingvisty, nikoli skutečně existující struktura. David Lightfoot ale zdůrazňuje ve svém úvodu ke druhému vydání, že v Syntaktických strukturách samotných této otázce nebylo věnováno mnoho místa, a výsledné rozhodnutí, zda pravidla nebo struktury jsou 'kognitivní', vrozená nebo biologická bylo učiněno jinde, zvláště v kontextu sporu mezi Chomskym a zastánci behaviourismu. Ale o několik desetiletí později se Chomsky jasně vyjádřil, že syntaktické struktury, včetně toho, že předmět je závislý na slovesné frázi, jsou podmíněny genetickou mutací u lidí.

### Chomsky jako mladý lingvista

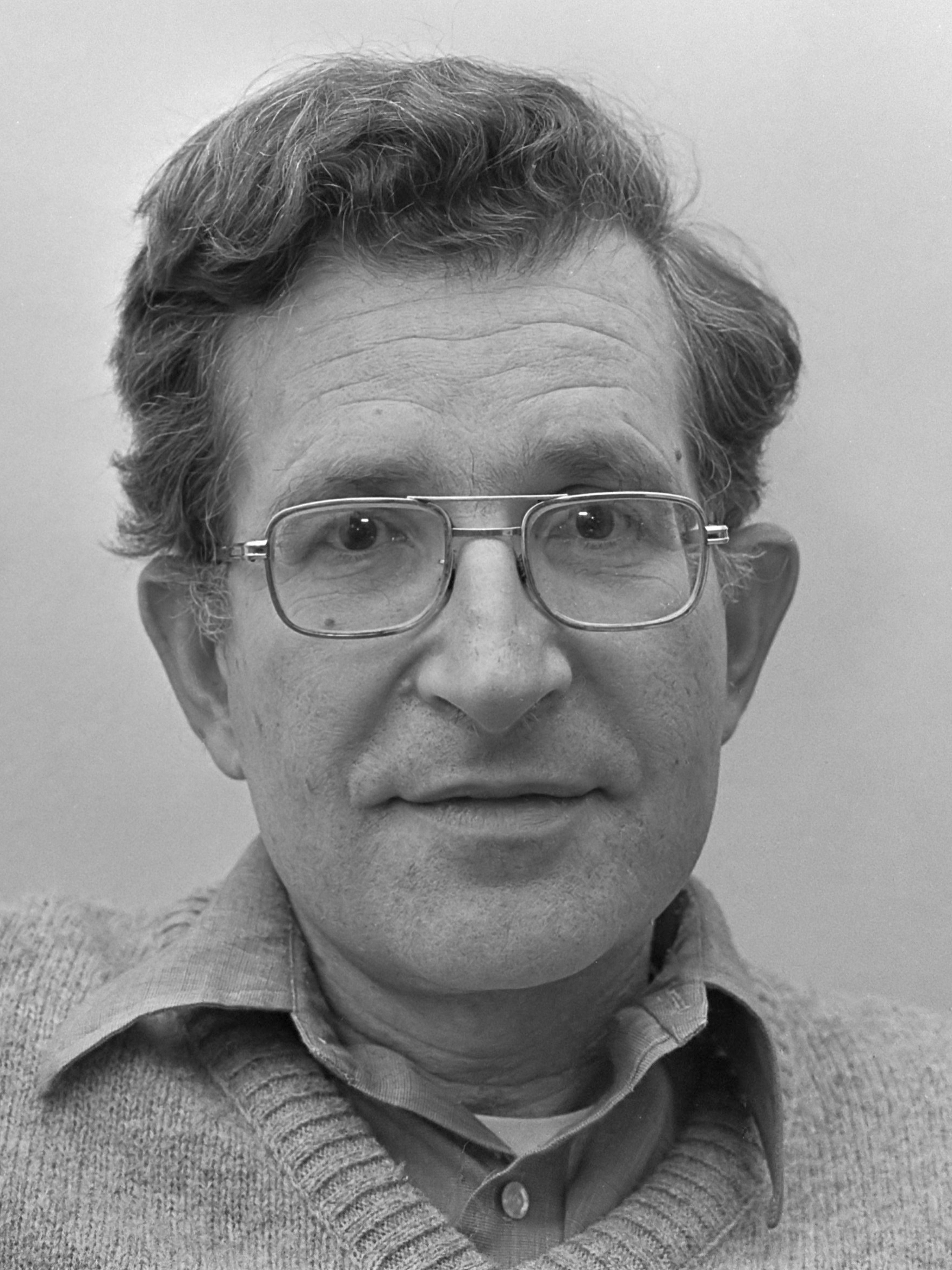
Noam Chomsky autor knihy Syntaktické struktury na fotografii z roku 1977

Chomského zájem o jazyk začal v časném věku. Ve dvanácti letech zkoumal pod vedením svého otce hebrejštinu. První rok na Pensylvánské univerzitě zkoumal také arabštinu. Zde se v roce 1947 setkal se Zelligem Harrisem, zavedeným lingvistou a zakladatelem fakultní katedry lingvistiky. Výzkum prováděl způsobem, který rozvrhl americký lingvista Leonard Bloomfield. Harris nechal Chomského dělal korektury své knihy Methods in Structural Linguistics (1951), díky čemuž se Chomsky seznámil s formální teorií lingvistiky a brzy se rozhodl, že svůj výzkum zaměří tímto směrem.
Chomsky si za cíl své práce vytyčil aplikaci Harrisových metod na hebrejštinu. Na Harrisovu radu zkoumal logiku, filosofii a základy matematiky. Zjistil, že Harrisovy názory na jazyk se velmi podobají práci Nelsona Goodmana o filozofických systémech. Chomsky byl také ovlivněny pracemi W. V. O. Quineho a Rudolfa Carnapa. Quine ukázal, že nelze úplně verifikovat význam věty pozorováním. Carnap vyvinul formální teorii jazyka, v niž používal symboly a pravidla, která se neodkazují na význam.
Chomsky se následně pokusil vytvořit gramatiku hebrejštiny, která by generovala fonetické nebo zvukové tvary vět. Za tím účelem pozměnil organizaci Harrisových metod. Pro popis větných tvarů a struktur použil sadu rekurzivních pravidel. Jde o pravidla, která se odkazují zpátky na sebe sama. Chomsky zjistil, že existuje mnoho různých způsobů prezentace gramatiky. Snažil se vyvinout metodu, jak měřit, jak jednoduchá určitá gramatika je. Kvůli tomu hledal „zobecnění“ mezi možnými sadami gramatických pravidel. Svoji diplomovou práci The Morphophonemics of Modern Hebrew Chomsky dokončil v roce 1949. Její upravenou a rozšířenou verzi pak v roce 1951 publikoval jako svou doktorskou práci.
V roce 1951 se Chomsky stal doktorandem (Junior Fellow) na Harvardově univerzitě. Zde se snažil vytvořil zcela formální lingvistickou teorii. To byl jasný odklon od existující tradice studia jazyka. V roce 1953 Chomsky publikoval svůj první článek jako vědec. V něm se pokoušel upravit jazyk matematické logiky založený na symbolech pro popis syntaxe lidského jazyka. Během svého postgraduální stipendia Chomsky zorganizoval všechny své myšlenky do rozsáhlého rukopisu, který měl délku asi 1000 strojopisných stránek. Dal mu název The Logical Structure of Linguistic Theory (LSLT).
V roce 1955 získal Chomsky práci na MIT, kde pracoval jako lingvista na projektu strojového překladu. Téhož roku podal svou disertaci na Pensylvánské univerzitě. Universita mu udělila titul Ph.D. za jeho práci Transformational Analysis (Transformační Analýza), která ve skutečnosti byla devátou kapitolou LSLT.

## Publikace
Přestože v roce 1955 získal Chomsky doktorát v lingvistice, stále usiloval o publikaci svých teorií a názorů na jazyk. Nabízel k publikaci svůj rukopis The Logical Structure of Linguistic Theory (LSLT), ale vydavatelství MIT Technology Press knihu odmítlo vydat. Také jeho článek do akademického lingvistického časopisu WORD byl rychle zamítnut. V oboru lingvistika tak zůstává outsiderem. Jeho recenze a články byly v té době publikovány převážně v nelingvistických časopisech.
Mouton & Co. bylo nizozemské vydavatelství se sídlem v Haagu. Získalo akademickou reputaci publikováním prací o Slavistice od roku 1954. Speciálně publikovali práce lingvistů Nicolaase Van Wijka a Romana Jakobsona. Brzy začali novou řadu nazvanou Janua Linguarum neboli „Brána jazyků“ myšlenou jako řada „malých monografií“ o obecné lingvistice. První svazek řady napsali Roman Jakobson a Morris Halle pod názvem Fundamentals of Language vyšel v roce 1956. Chomsky se s Jakobsonem jako profesorem na Harvardu setkal již během svého postgraduálního stipendia. Halle byl Chomského spolužákem na Harvardu a pak byli blízcí kolegové na MIT. V roce 1956 Chomsky a Halle spolu napsali článek o fonologii do festschriftu pro Jakobsona, který vydavatelství Mouton vydalo v roce 1956.
Editorem řady Janua Linguarum v Moutonu byl Cornelis van Schooneveld – holandský lingvista a přímý student Jakobsona, který pro tuto sérii sháněl vhodné monografie. Kvůli tomu navštívil v roce 1956 Chomského na MIT. Se zprostředkováním Morrise Halleho (a případně Jakobsona), Chomsky ukázal van Schooneveldem své materiály k úvodnímu lingvistickému kursu pro univerzitní studenty. Van Schoonevelda tyto materiály zaujaly a nabídl publikaci jejich rozvinuté verze v nakladatelství Mouton, s čímž Chomsky souhlasil.
Chomsky pak připravil rukopis požadovaného rozsahu (nejvýše 120 stránek) pro tuto řadu. Po revizi původního rukopisu Chomsky poslal van Schooneveldovi závěrečnou verzi v prvním týdnu srpna 1956. Editor přesvědčil Chomského, aby knihu z komerčních důvodů přejmenoval na Syntaktické struktury. MIT si také předem objednal velké množství výtisků. To zvyšovalo motivaci nakladatelství Mouton knihu publikovat. Chomského monografie tak vyšla pod názvem Syntaktické struktury v druhém týdnu února 1957.
Brzy po první publikaci knihy dal Bernard Bloch, redaktor prestižního časopisu Language, Chomského kolegovi na MIT, lingvistovi Robertu Benjaminu Leesovi, příležitost napsat na knihu recenzi. Leesova velmi pozitivní recenze délky eseje se objevila ve vydání časopisu Language z července-září 1957. Tato časná ale vlivná recenze zviditelnila Syntaktické struktury v prostředí lingvistického výzkumu. Kniha krátce poté způsobila domnělou „revoluci“ v oboru. Někteří lingvisté později vyslovili své pochybnosti, zda skutečně šlo o revoluční průlom. Kritický a propracovaný popis přináší sborník Chomskyan (R)evolutions. Přestože Frederick Newmeyer uvádí, že „publikace Syntaktických struktur měla hluboký vliv, jak intelektuální na studium jazyka, tak sociologický na obor lingvistiky“, John R. Searle tři desetiletí po své původní recenzi napsal, že „soudě podle cíle uvedeného v původním manifestech revoluce neuspěla. Možná uspělo něco jiného nebo mohlo nakonec uspět, ale cíle původní revoluce se změnily a v původním smyslu byly opuštěny.“ A uplynulo dalších 17 let, než se publikace dočkala LSLT.
Syntaktické struktury byla čtvrtá kniha řady Janua Linguarum. Byla nejlépe prodávající se knihou této řady; do roku 1978 byla přetištěna třináctkrát. V roce 1962 byl v Moskvě publikován ruský překlad od Konstantina Ivanoviče Babiského pojmenovaný Синтакси́ческие структу́ры . V roce 1963 Yasuo Isamu pořídil japonský překlad knihy, pojmenovaný 文法の構造 (Bunpō ne kōzō). V roce 1969 vydalo nakladatelství Éditions du Seuil v Paříži francouzský překlad Michela Braudeaua pojmenovaný Structures Syntaxiques. V roce 1973 nakladatelství Mouton vydalo německý překlad od Klause-Petera Langeho, pojmenovaný Strukturen der Syntax. Kniha byla přeložena také do korejštiny, španělštiny, italštiny, češtiny, srbochorvatštiny a švédštiny.

## Obsah

### Cíle syntaktického výzkumu
V Syntaktických strukturách se Chomsky snaží zkonstruovat „formalizovanou teorii jazykových struktur“. Klade důraz na „přesné formulace“ a „přesně zkonstruované modely“. V první kapitole knihy uvádí definici syntaxe lidského jazyka. Pak popisuje cíle syntaktického studia. Podle Chomského je cílem lingvisty vytvořit gramatiku jazyka. Gramatiku definuje jako zařízení, které produkuje všechny věty studovaného jazyka. Za druhé musí lingvista najít abstraktní koncepty za gramatikou, aby vyvinul obecnou metodu. Tato metoda by pomohla vybrat nejlepší možné zařízení nebo gramatiku pro libovolný jazyk, pokud máme jeho korpus. Lingvistická teorie musí dále poskytovat uspokojivý popis všech úrovní analýzy jazyka. K těmto úrovním patří zvuky, slova a větné struktury.

### Gramatičnost

Graf složkové struktury věty „Colorless green ideas sleep furiously.“

Druhá kapitola je pojmenovaná „Nezávislost gramatiky“ (The Independence of Grammar). Chomsky v ní tvrdí, že jazyk je „množina … vět, které mají konečnou délku, a jsou vytvořeny z konečné množina prvků“. Lingvista musí rozlišit „gramatické posloupnosti“ nebo věty jazyka od „negramatických posloupností“. „Gramatickou“ větou Chomsky míní větu, který je intuitivně „přijatelná pro rodilého mluvčího“. Je to věta vyslovená s „normální větou intonací“, která je také „vybavena mnohem rychleji“ a „pochopena mnohem snadněji“.
Chomsky pak analyzuje další o základ „gramatičnosti.“ Ukazuje tři způsoby, které neurčují, zda je věta gramatická nebo ne. Za prvé gramatická věta nemusí být obsažena v korpusu. Za druhé nemusí být smysluplná. A nakonec nemusí být statisticky pravděpodobná. Chomsky demonstruje tyto tři body pomocí nesmyslné věty „Colorless green ideas sleep furiously.“ Píše, že tato věta je pro rodilého mluvčího angličtiny intuitivně „gramatická“. Ale v té době nebyla obsažena v žádném známém korpusu, není smysluplná, ani statisticky pravděpodobná.
Chomsky dochází k závěru, že „gramatika je autonomní a nezávislá na významu.“ Dodává, že „pravděpodobnostní modely neposkytují žádné pochopení nějakých základních problémů syntaktické struktury.“

#### Carnapův vliv
Britský lingvista Marcus Tomalin uvedl, že určitou verzi věty „Colorless green ideas sleep furiously.“ použil o desetiletí dříve Rudolf Carnap. Tento německý filosof nabízel v roce 1934 pseudovětu „Piroten karulieren elatisch“. Podle amerického lingvisty Reese Heitnera Carnapova věta ukazuje autonomii syntaktických a fonologických struktur.

### Gramatické modely a transformace
Ve třetí kapitole pojmenované „Základní lingvistické teorie“ (An Elementary Linguistic Theory) se Chomsky snaží určit, jaký druh zařízení nebo modelu je vhodný pro popis dané množiny „gramatických“ vět. Domnívá se, že toto zařízení by mělo být konečné. Pak uvažuje konečný automat, model z teorie komunikace., který reprezentuje jazyk jako Markovův proces Ve čtvrté kapitole pojmenované „Frázová Struktura“ (Phrase Structure), diskutuje model frázové gramatiky (phrase structure grammar) založený na analýze bezprostředních složek. V páté kapitole pojmenované „Omezení popisu frázové struktury“ (Limitations of Phrase Structure Description), ukazuje, že oba tyto modely jsou pro účely lingvistického popisu nedostatečné. Jako řešení představuje transformační gramatiku (TGG), „silnější model … který může tyto nedostatky odstranit.“

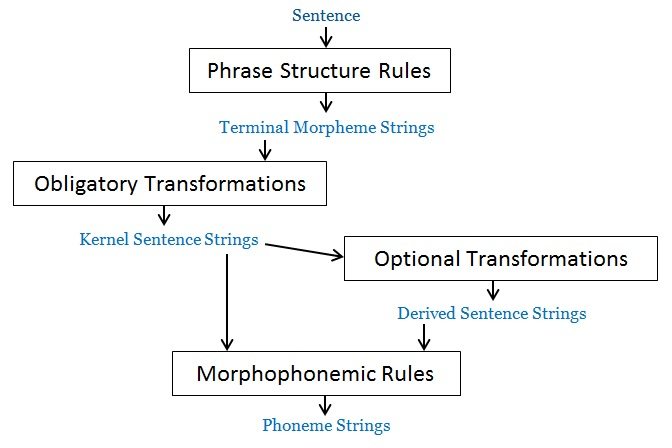
Model gramatiky diskutovaný v knize Syntaktické struktury Noama Chomského (1957)

Chomského transformační gramatika má tři složky: frázová pravidla, transformační gramatiku a morfofonemická pravidla. Frázová pravidla rozšiřují gramatické kategorie  a používají se při substitucích. Konečným výsledkem je řetězec morfémů. Transformační pravidla „pracují na daném řetězci … s danou složkovou strukturou a mění jej na nový řetězec s novou odvozenou složkovou strukturou.“ „Mohou přeuspořádávat řetězce nebo přidávat či vypouštět morfémy.“ Transformační pravidla jsou dvou druhů: obligatorní (povinná) a nepovinná. Obligatorní transformace aplikované na „terminální řetězec“ gramatiky produkují „jádro jazyka“. Jádrové věty jsou jednoduché, aktivní, oznamovací kladné věty. Pro vytváření trpných, záporných, tázacích nebo složitých vět se na jádrovou větu musí aplikovat jedno nebo více nepovinných transformačních pravidel v určitém pořadí. V závěrečné fázi gramatiky převedou morfofonemická pravidla řetězec slov na řetězec fonémů. Chomsky pak aplikuje tuto myšlenku transformačních pravidel na systém anglických pomocných sloves.

#### Výpůjčky terminologie
Termín „transformace“ si Chomsky vypůjčil z prací Zelliga Harrise. Harris byl Chomského první mentor. Termín „transformace“ používal pro popis relací ekvivalence mezi větami jazyka. Chomsky oproti tomu používá tento termín pro formální pravidla aplikovaná na podkladovou strukturu vět.
Chomsky si vypůjčil také termín „generativní“ z předchozí práce matematika Emila Leona Posta. Post chtěl „mechanicky [provádět] inference z počáteční axiomatické věty“. Chomsky aplikoval Postovu práci o logickém vyvozování pro popis množiny textových řetězců (posloupností písmen nebo zvuků) lidského jazyka. Když říká, že konečná množina pravidel „generuje“ (tj. „rekurzivně vyčísluje“) potenciálně nekonečnou množinu vět určitého lidského jazyka, míní tím, že poskytují explicitní, strukturální popis těchto věty.

### Opodstatnění gramatik
V šesté kapitole pojmenované „O cílech lingvistické teorie“ (On the Goals of Linguistic Theory), Chomsky píše, že jeho „základní starostí“ je „problém opodstatněnosti gramatik“. Ukazuje paralely mezi teorií jazyka a teoriemi v přírodních vědách. Přirovnává konečný korpus výpovědí určitého jazyka k „pozorováním“. Gramatická pravidla přirovnává k „přírodním zákonům“, které jsou formulovány s využitím „hypotetických konstruktů“, jako jsou fonémy, fráze, apod. Chomsky píše, že kritéria pro „opodstatnění gramatik“ jsou „externí podmínky přiměřenosti“, „podmínka obecnosti“ a „jednoduchost“. Chomsky ukazuje své preference pro „vyhodnocovací postup“ (anglicky evaluation procedure) (který používá výše uvedená kritéria) pro výběr nejlepší možné gramatiky pro daný korpus určitého jazyka. Odmítá „objevovací postup“ (anglicky discovery procedure) (používaný ve strukturální lingvistice, o kterém se předpokládá, že bude automaticky a mechanicky produkovat správnou gramatiku jazyka z korpusu). Zavrhuje také „rozhodovací postup“ (anglicky decision procedure) (o němž se předpokládá, že automaticky vybere nejlepší gramatiku jazyka ze sady soupeřících gramatik). Chomsky tímto ukazuje, že dává přednost „vysvětlující hloubce“ s určitými „empirickými nedostatky“ před snahou o dosažení velmi podrobného empirického pokrytí všech dat.

### Aplikace transformační gramatiky v angličtině
V sedmé kapitole pojmenované „Některé transformace v angličtině“ (Some Transformations in English) Chomsky striktně uplatňuje svůj právě navržený přístup založený na transformacích na některé aspekty angličtiny. Podrobně probírá vytváření anglických záporných trpných vět, zjišťovacích (ano-ne) a doplňovacích (wh-) otázek, atd. Na konci tvrdí, že transformační analýza může popsat „širokou škálu … různých jevů“ v anglické gramatice „jednoduchým“, „přirozeným“ a „uspořádaným“ způsobem.

### Konstrukční homonymie a různé úrovně lingvistické analýzy
V osmé kapitole pojmenované „Vysvětlující síla lingvistické teorie“ (The explanatory power of linguistic theory) Chomsky popisuje, že se lingvistická teorie nemůže spokojit pouhým generováním platných gramatických vět. Musí také odpovídat za další strukturální jevy v jiných úrovních lingvistické reprezentace. Na určité lingvistické úrovni mohou existovat dvě položky, které mají různé významy, ale na této úrovni jsou strukturálně nerozlišitelné. To se nazývá „konstrukční homonymie“ [skutečně]. Tuto nejednoznačnost lze vyřešit použitím vyšší úrovně lingvistické analýzy. Na této vyšší úrovni lze snadno ukázat, že obě položky mají různé strukturální interpretace. Tímto způsobem lze konstrukční homonymii na fonemické úrovni vyřešit vytvořením úrovně morfologie a tak dále. Jednou z motivací vytváření dalších vyšších úrovní lingvistické analýzy pak je, že vysvětlují strukturální nejednoznačnosti způsobené konstrukční homonymií na nižší úrovni. Na druhou stranu, každá lingvistická úroveň také zachycuje nějaké strukturálně podobné rysy na této úrovni, které nejsou vysvětleny v nižších úrovních. Chomsky tento argument používá, aby také vysvětlil potřebu vytváření nových úrovní lingvistické analýzy.
Chomsky pak ukazuje, že gramatika, která analyzuje věty až po úroveň frázové struktury, obsahuje na úrovni frázové struktury mnoho konstrukční homonymie, jejichž výsledné nejednoznačnosti musí být vysvětleny na vyšší úrovni. Pak ukazuje, jak jeho nově navržená „transformační úroveň“ může přirozeně a úspěšně fungovat jako tato vyšší úroveň. Dále uvádí, že jakákoli frázová gramatika, která nemůže vysvětlit tyto nejednoznačnosti tak úspěšně jako transformační gramatika, musí být považována za „nedostatečnou“.

### Role sémantiky v syntaxi
V deváté kapitole pojmenované „Syntax a Sémantika“ Chomsky zmiňuje, že jeho analýza doposud byla „úplně formální a nesémantická.“ Pak nabízí mnoho protipříkladů, které vyvracejí některá obvyklá lingvistická tvrzení o závislosti gramatiky na významu. Dochází k závěru, že korespondence mezi významem a gramatickou formou je „nedokonalá“, „nepřesná“ a „vágní.“ Kvůli tomu je „relativně zbytečné“ používat význam „jako východisko pro gramatický popis“. Na podporu svého tvrzení Chomsky ukazuje podobné vztahy mezi sémantikou a fonologií. Ukazuje, že pro vytvoření teorie fonemického rozdílu založená na významu by vyžadovalo „složitý“, „vyčerpávající“ a „pracný výzkum“ „nesmírně“ „rozsáhlého korpusu“. Fonemickou rozdílnost však lze snadno vysvětlit „přímočaře“ a „zcela bez sémantických pojmů“ pomocí „párových testů“. Chomsky také tvrdí, že striktně formální, nesémantický rámec syntaktické teorie by mohl být jednoznačně užitečný pro podporu paralelní nezávislé sémantické teorie.

## Rétorický styl
Randy Allen Harris, odborník na rétoriku vědy, píše, že Syntaktické struktury „se klidně a naléhavě odvolávají na novou koncepci“ lingvistické vědy. Shledává knihu „jasným, přesvědčivým, syntakticky odvážným, klidným hlasem rozumu … [který promlouvá] přímo k představivosti a ambicióznosti celého oboru.“ Také překlenul „rétorický záliv“, aby se zpráva o Logické struktuře lingvistické teorie (jako vysoce abstraktní, matematicky hutné a „nepřekonatelně technické“ dílo) stala přijatelnější pro širší okruh lingvistů. Při podrobnější přezkoumání knihy Harris shledává Chomského argumentaci v Syntaktických strukturách „mnohavrstvou a přesvědčivou“. Chomsky nejen apeluje na vysoce formalizovaný model jazyka (tj. logos), ale také se explicitně a mlčky odvolává na étos vědy.
Velký rétorický vliv měla především Chomského analýza složitého systému anglických pomocných sloves kombinující jednoduchá frázová pravidla s jednoduchým transformačním pravidlem. Tento přístup zcela založený na formální jednoduchosti popsali různí lingvisté jako „krásný“, „výkonný“, „elegantní“, „odvážný“, „pronikavý“, „okouzlující“ a „důmyslný“. Podle amerického lingvisty Fredericka Newmeyera, právě tato analýza získala Chomskému „mnoho příznivců“ a „okamžitě vedla k tomu, že někteří lingvisté navrhli generativně-transformační analýzu určitého jevu“. Podle britského lingvisty E. Keitha Browna, byla „elegance a pronikavost tohoto přístupu okamžitě rozpoznána, což byl důležitý faktor v zajištění počátečního úspěchu transformačního přístupu k syntaxi.“ Americký lingvista Mark Aronoff napsal, že tato „krásná analýza a popis některých velmi pozoruhodných faktů byl rétorickou zbraní, která zajistila přijetí [Chomského] teorie“. Dodal, že v Chomského pojetí anglického slovesa „poskytuje konvergence teorie a analýzy natolik přesvědčivý popis faktů, že to změnilo celý obor“.
Raymond Oenbring, doktor v rétorice vědy, myslí, že Chomsky „novost transformačních pravidel přeceňuje“. „Zdá se, že bere všechny zásluhy na sebe“, přestože určitou verzi transformačních pravidel zavedl už Zellig Harris ve své předchozí práci. Harris píše, že Chomsky sám „ostražitě projevoval úctu“ k převládajícímu lingvistickému výzkumu. Jeho nadšení následníci jako například Lees byli mnohem „konfrontačnější“. Snažili se vrazit „rétorický klín“ mezi Chomského práce a práce Bloomfieldových následníků (amerických lingvistů ve 40. a 50. letech 20. století), o kterých prohlašovali, že nenaplňují podmínky pro lingvistickou „vědu“.

## Přijetí

### Vliv na lingvistiku
V časné recenzi knihy, americký strukturální lingvista Charles F. Voegelin napsal, že Syntaktické struktury představují základní výzvu zavedenému způsobu provádění lingvistického výzkumu. Uvedl, že mají potenciál dosáhnout „Koperníkovského obratu“ v lingvistice. Další americký lingvista Martin Joos považoval Chomského směr za „herezi“ v Bloomfieldovské tradici. Tyto první poznámky se ukázaly být prorockými. Americký lingvista Paul Postal komentoval, že většina „syntaktických koncepcí používaných v roce 1964 ve Spojených státech“ jsou „variantami teorií frázové gramatiky v Chomského smyslu“. Do roku 1965 lingvisté říkali, že Syntaktické struktury „vyznačily celou éru“, měly „udivující vliv“ a způsobily Kuhnovskou „revoluci“. Britský lingvista John Lyons v roce 1966 napsal, že „žádná práce neměla větší vliv na současnou lingvistickou teorii než Chomského Syntaktické struktury.“ Britský historik lingvistiky R. H. Robins napsal v roce 1967, že publikace Chomského Syntaktických struktur byla „pravděpodobně nejradikálnější a nedůležitější změnou ve směru deskriptivní lingvistiky a lingvistické teorie, ke které došlo za poslední léta“.
Další historik lingvistiky Frederick Newmeyer považuje Syntaktické struktury za „revoluční“ ze dvou důvodů. Především se ukázalo, že je možná formální, ale neempirická teorie jazyka. Tuto možnost Chomsky prakticky předvedl formálním nakládáním s fragmentem anglické gramatiky. Za druhé postavil syntaxi do centra teorie jazyka. Syntaxe byl rozpoznána jako ústřední prvek produkce jazyka dovolující konečnou množinou pravidel produkovat nekonečný počet vět. Kvůli tomu význam tvarosloví (morfologie) (tj. studia struktury a vytváření slov) a fonologie (tj. studia organizace zvuků v jazycích) výrazně poklesl.
Americký lingvista Norbert Hornstein napsal, že před Syntaktickými strukturami byl lingvistický výzkum příliš zaměstnán vytvářením hierarchií a kategorií všech pozorovatelných jazykových dat. Jedním z „trvalých přínosů“ Syntaktických struktur je, že posunuly metodologii lingvistického výzkumu k abstraktnímu, racionalistickému vytváření teorií vycházejících z kontaktu s daty, což je „obvyklý vědecký postup“.

### Vliv na jiné disciplíny
Psychologie
Generativní gramatika představená v knize Syntaktické struktury předznamenala Chomského mentalistickou perspektivu v lingvistické analýze. Krátce po její publikaci, v roce 1959, Chomsky napsal kritiku knihy Burrhuse Frederica Skinnera Slovní chování (Verbal Behavior), v níž Skinner prezentoval osvojování lidského jazyka jako podmíněné odezvy na vnější stimuly a jejich posilování. Chomsky s tímto behavioristickým modelem nesouhlasil. Tvrdil, že lidé produkují jazyk pomocí zvláštní syntaktické a sémantické komponenty lidské mysli a generativní gramatiku prezentoval jako koherentní abstraktní popis této podkladové psycholingvistické reality. Chomského argument měl velký dopad na psycholigvistický výzkum, a v dalších letech změnil kurs oboru.
Filosofie
Syntaktické struktury zahájily interdisciplinární dialog mezi filosofy jazyka a lingvisty. Americký filosof John Searle to považuje za „významný intelektuální úspěch“ své doby. Knihu přirovnal „k dílu Johna Maynarda Keynese nebo Sigmunda Freuda“. Připisoval Chomskému nejen „revoluci v lingvistice“, ale také „revoluční vliv“ na „filosofii a psychologii“. Chomsky mnohokrát debatoval o významu své lingvistické teorie s Willardem Van Orman Quinem, důrazně antimentalistickým filosofem jazyka Mnoho filosofů podporovalo Chomského myšlenku, že přirozené jazyky jsou vrozené a syntakticky řízené pravidly. Věřili také, že v lidské mysli existují pravidla, která přiřazují význam výpovědím. Výzkumem těchto pravidel začalo nové období filosofie jazyka.
Matematická informatika
Svým formálním a logickým zpracováním jazyka sblížily Syntaktické struktury lingvistiku a matematickou informatiku. Informatik Donald Ervin Knuth (laureát Turingovy ceny) popsal, jak v roce 1961 studoval Syntaktické struktury a byl jimi ovlivněn. Chomského článek „Tři modely“ (Chomsky 1956), publikovaný rok před Syntaktickými strukturami obsahující mnoho svého myšlenek, byl klíčovým pro vývoj teorie formálních jazyků v matematické informatice.
Neurovědy
V roce 2011 skupina francouzských neurovědců uskutečnila sérii experimentů pro ověření, zda skutečné mozkové mechanismy fungují takovým způsobem, jaký Chomsky naznačoval v Syntaktických strukturách. Výsledky naznačovaly, že určité oblasti mozku zpracovávají syntaktické informace abstraktním způsobem. Tyto oblasti jsou nezávislé na oblastech mozku, které zpracovávají sémantická informace. Mozek navíc neanalyzuje pouhé řetězce slov, ale hierarchické struktury konstituentů. Tato pozorování potvrdila teoretická tvrzení Chomského uvedená v Syntaktických strukturách.
V roce 2015 uskutečnili neurovědci Newyorské univerzity pokusy pro ověření, zda lidský mozek „vytváří hierarchické struktury“ pro zpracování jazyka. Měřili magnetickou a elektrickou aktivitu v mozcích účastníků. Výsledky ukázaly, že „[lidský] mozek různě trasoval tři složky frází, které účastníci slyšeli.“ To „[odráželo] hierarchii v lidském nervovém zpracování lingvistických struktur: slova, fráze a následně věty ve stejnou dobu.“ Tyto výsledky potvrdily Chomského hypotézu uvedenou v Syntaktických strukturách o „interním gramatickém mechanismu“ v mozku.

## Kritika
Chybná idealizace
Ve svém nástupním projevu pro Linguistic Society of America v roce 1964 americký lingvista Charles F. Hockett uvedl Syntaktické struktury jako jeden ze „čtyř hlavních průlomů v moderní lingvistice“. Rychle se však stal nelítostným kritikem Chomského lingvistiky. Do roku 1966 Hockett zamítl „[Chomského] referenční rámec v téměř každém detailu“. Ve své knize State of the Art z roku 1968 Hockett píše, že Chomského hlavní argumentační klam je, že považuje jazyk za formální, dobře definovaný, stabilní systém a z toho vyvozuje idealizované abstrakce. Hockett věří, že taková idealizace není možná. Uvádí, že neexistuje žádná empirická evidence, že náš jazykový oddíl v mozku je ve skutečnosti dobře definovaný podkladový systém. Příčiny, proč mají lidé jazykový oddíl (například fyzický genetický a kulturní přenos), jsou samy špatně definované. Hockett také oponuje Chomského hypotéze, že syntaxe je úplně nezávislá na studiu významu.
Neempirismus
Britský lingvista Geoffrey Sampson na rozdíl od Hocketta předpokládal, že Chomského předpoklady o dobře definované gramatičnosti jsou „[ospravedlněné] v praxi.“ Přivedlo to syntaxi „do rámce působnosti vědeckého popisu“. To uvažuje za „velký kladný přínos pro obor“. Zastává však názor, že Chomského lingvistika je příliš založena na intuici. Podle něj je příliš závislá na introspektivních, subjektivních soudech rodilého mluvčího o svém vlastním jazyce. Kvůli tomu se jazykovým datům empiricky pozorovaným neosobní třetí stranou přikládá menší význam.
Vliv Logické struktury lingvistické teorie
Podle Sampsona se Syntaktické struktury staly v následujících letech dominantním teoretickým paradigmatem díky charismatu Chomského intelektu. Sampson píše, že v Syntaktických strukturách je v otázkách týkajících se formálního východiska Chomského přístupu mnoho odkazů na knihu Logická struktura lingvistické teorie (LSLT), která však nebyla v tištěné podobě rozumně dostupná celá desetiletí. Nicméně Sampsonův argument zní, že Syntaktické struktury, jakkoli jsou jen „načrtnuté“, získaly svoji „auru váženosti“ od LSLT, která číhá v pozadí. Na úspěchu Syntaktických struktur zase spočívalo přijetí dalších Chomského prací. Britsko-americký lingvista Geoffrey K. Pullum uvádí, že Syntaktické struktury odvážně tvrdí, že pro zařízení s konečným počtem stavů „je nemožné, nejenom obtížné“ generovat všechny anglické gramatické věty, a odkazují se na „formální důkaz“ tohoto tvrzení v LSLT. Ve skutečnosti však LSLT platný a přesvědčivý důkaz, že zařízení s konečným počtem stavů toho není schopné, neobsahuje.
Originalita
Pullum také poznamenává, že „originalita“ Syntaktických struktur je „značně nadsazená“. Podle něj „nedostatečně uznává zásluhy dřívější literatury, z níž čerpá“. Detailně ukazuje, jak je přístup v Syntaktických strukturách založen na práci matematického logika Emila Leona Posta o formalizaci matematických důkazů. Ale jen „málo lingvistů si to uvědomuje, protože Postovy práce nejsou citovány.“ Pullum dodává, že použití formálních axiomatických systémů pro generování pravděpodobných vět jazyka metodou shora dolů navrhl Zellig Harris deset let před publikací Syntaktických struktur v roce 1947, což je v knize Syntaktické struktury zlehčováno.
Nezbytnost transformací
Pullum a další britský lingvista Gerald Gazdar v roce 1982 uvedli, že Chomského kritika bezkontextové frázové gramatiky v Syntaktických strukturách je buď matematicky chybná nebo založená na nesprávném vyhodnocení empirických dat. Prohlásili, že čistě frázové pojetí gramatiky může vysvětlovat lingvistické jevy lépe než gramatika používající transformace.

## Ocenění
Centrum kognitivních věd University of Minnesota v roce 2000 sestavilo seznam 100 nejvlivnějších prací v kognitivní vědě 20. století. Přes internet bylo nominováno celkem 305 vědeckých prací a jeden film. Syntaktické struktury byly v tomto seznamu zařazeny na první místo, což z nich činí nejvlivnější dílo kognitivní vědy 20. století.
Britský literární kritik a životopisec Martin Seymour-Smith zahrnul v roce 1988 Syntaktické struktury do své knihy o intelektuální historii The 100 Most Influential Books Ever Written.
Syntaktické struktury se dostaly na seznam 100 nejlepších non-fiction knih v angličtině od roku 1923 sestavený americkým týdeníkem Time.